# Elias-Holl-Platz

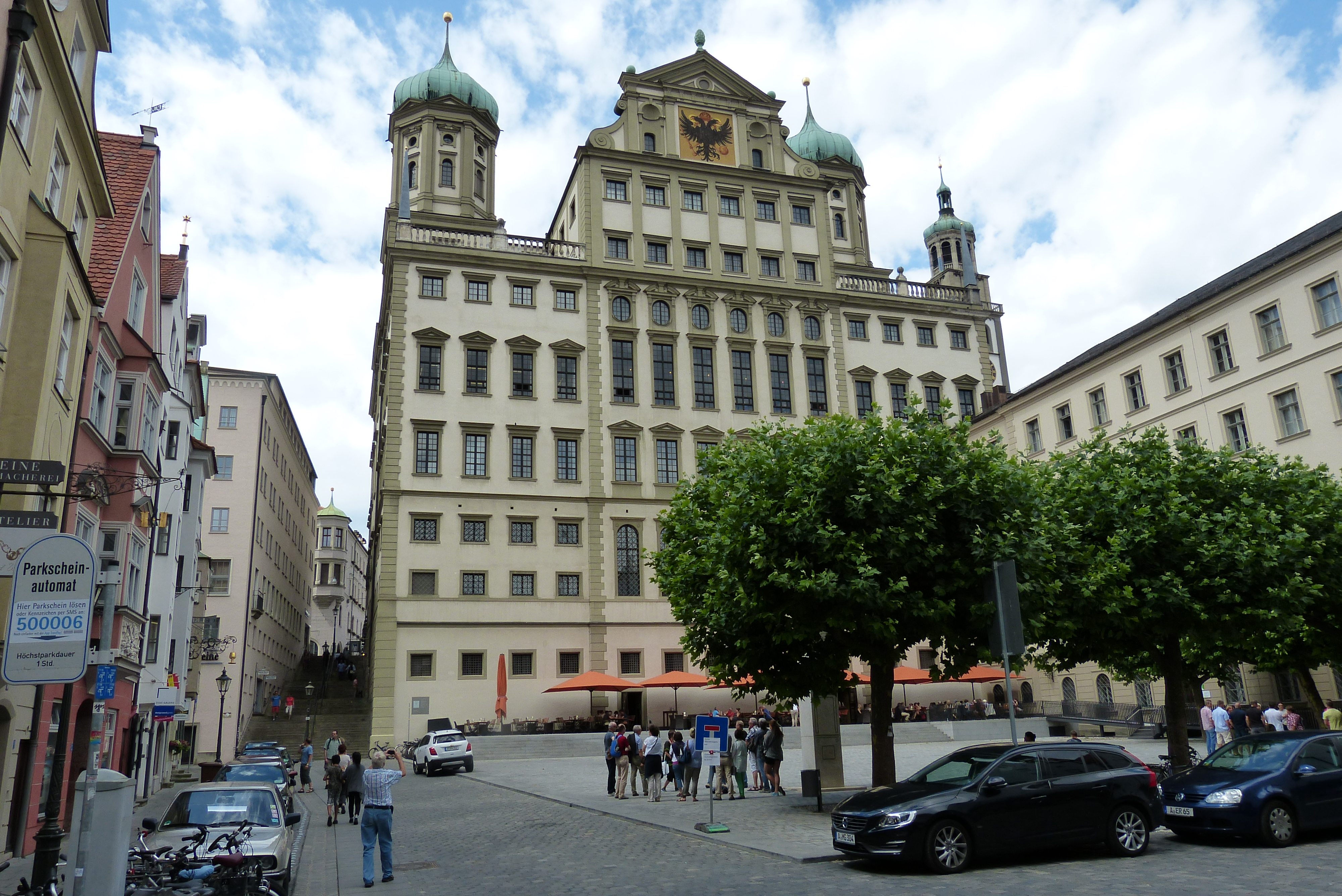
Der Elias-Holl-Platz mit der Rückseite des Augsburger Rathauses

Der Elias-Holl-Platz ist ein Platz in der Altstadt von Augsburg. Der ruhige und zum Teil von Bäumen beschattete Platz an der Rückseite des von Elias Holl erbauten Augsburger Rathauses liegt aufgrund des Niveauunterschiedes von der Augsburger Hochterrasse zum Lechviertel etliche Meter tiefer als der Rathausplatz auf der Vorderseite des Rathauses, so dass das Rathaus von ihm aus noch ein Stockwerk höher erscheint.
Auf ganzer Breite des Rathauses überblickt eine Terrasse den Elias-Holl-Platz, die vom Ratskeller im Untergeschoss des Rathauses aus im Sommer bewirtschaftet wird. Eine Freitreppe verbindet die Terrasse mit dem Platz. An der Südseite des Elias-Holl-Platzes befinden sich mehrere historische Bürgerhäuser aus dem 16. Jahrhundert. Auf der östlichen, dem Rathaus gegenüberliegenden Seite des Platzes schließt sich die Sterngasse mit dem Kloster der Franziskanerinnen von Maria Stern an. Die Nordseite nimmt ein Erweiterungsbau zum Rathaus ein.

## Geschichte

Die historische Flurkarte (Bayerische Uraufnahme, zwischen 1828 und 1864) zeigt das „Eisen-Haus“ hinter dem Rathaus

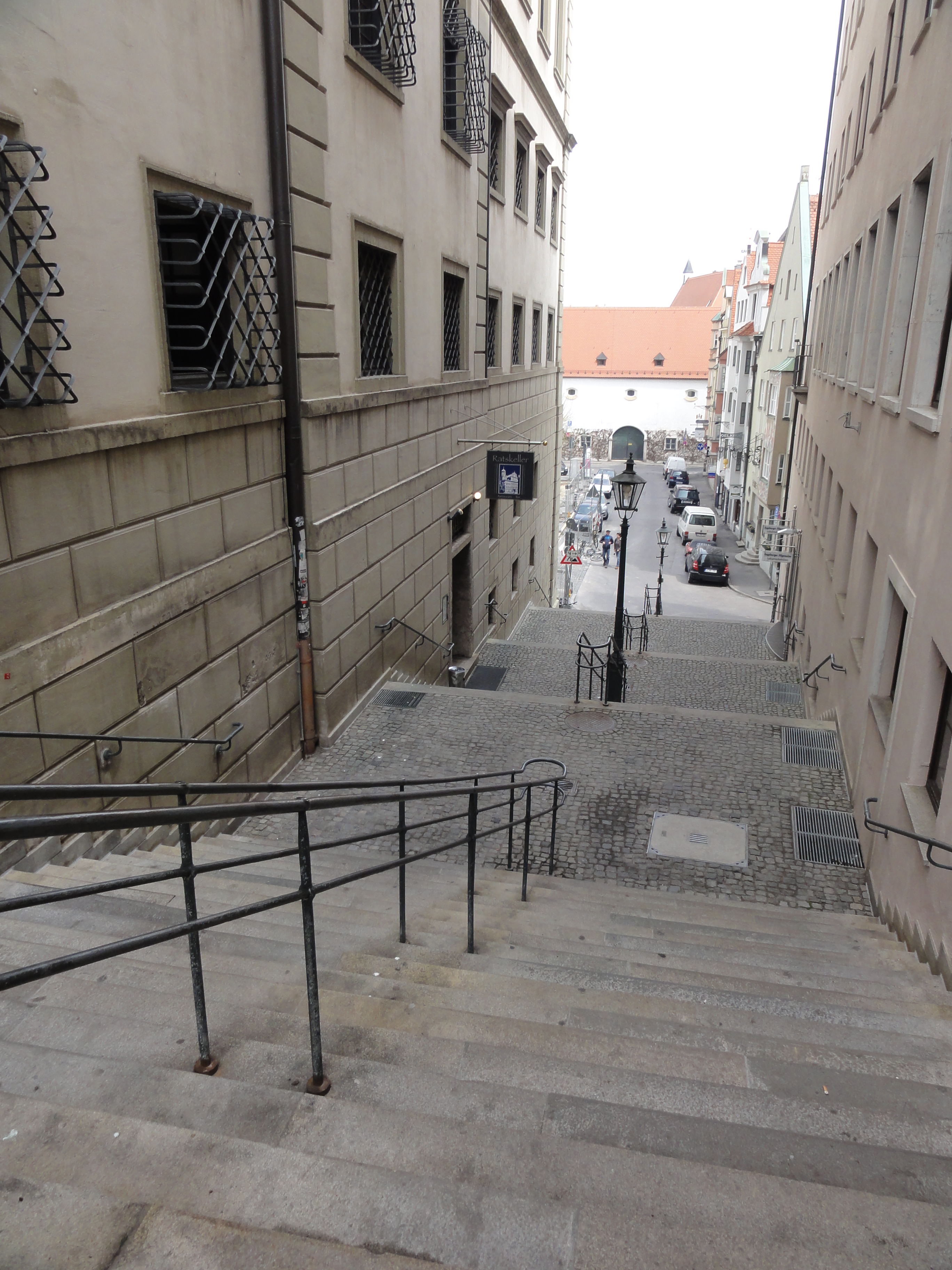
Der Eisenberg

Als das Augsburger Rathaus 1615 bis 1624 errichtet wurde, gab es weder den Rathausplatz in seiner heutigen Größe, noch den Elias-Holl-Platz; diese Flächen waren bebaut. Bis ins späte 19. Jahrhundert war der heutige Elias-Holl-Platz der Standort eines Gefängnisses, des Augsburger „Eisenhauses“. Nach diesem Gefängnis, das seit 1385 dort bestand, erhielt auch der steile, mit Treppenstufen ausgestattete Fußweg, der rechts des Rathauses zum heutigen Platz hinabführt, den Namen „Eisenberg“. Im Jahr 1882 wurde das Eisenhaus abgebrochen. Der Magistrat ließ zwei Jahre später an dieser Stelle einen dringend benötigten Verwaltungsbau errichten. Doch die Augsburger Bürger wehrten sich gegen den Neubau, da der neu entstandene Platz hinter dem Rathaus erstmals einen freien Blick auf die Rückseite des imposanten Renaissancebauwerks ermöglichte. Sie beschwerten sich zudem bei König Ludwig II. und dieser verfügte daraufhin einen Baustopp. Der Augsburger Magistrat entschied sich dann dazu, den Verwaltungsbau an etwas weiter nördlicher Stelle zu errichten. Um die damit verbundenen Mehrkosten begleichen zu können, startete die Stadt einen Spendenaufruf. Am Ende kamen dabei rund 460.000 Mark zusammen. Zu Ehren des Augsburger Stadtbaumeisters erhielt die bis 1890 vollendete Freifläche den Namen Elias-Holl-Platz.
Im Jahr 1907 wurde die Augsburger Künstlervereinigung „Die Ecke“ gegründet, welche 1913 den ehemaligen Ratskeller am Elias-Holl-Platz 2, an der Ecke zum Hunoldsgraben, kaufte. Dieses Lokal erhielt in den 1930er Jahren den Namen „Eckestuben“ und heißt heute „Die Ecke“. 1971 eröffnete die Künstlervereinigung zwei Häuser weiter, am Elias-Holl-Platz 6, die „Ecke Galerie“.
Von 1952 bis 1960 war der Elias-Holl-Platz der Standort des Augsburger Christkindlesmarktes.

## Denkmalschutz
Folgende Gebäude am Elias-Holl-Platz stehen unter Denkmalschutz:

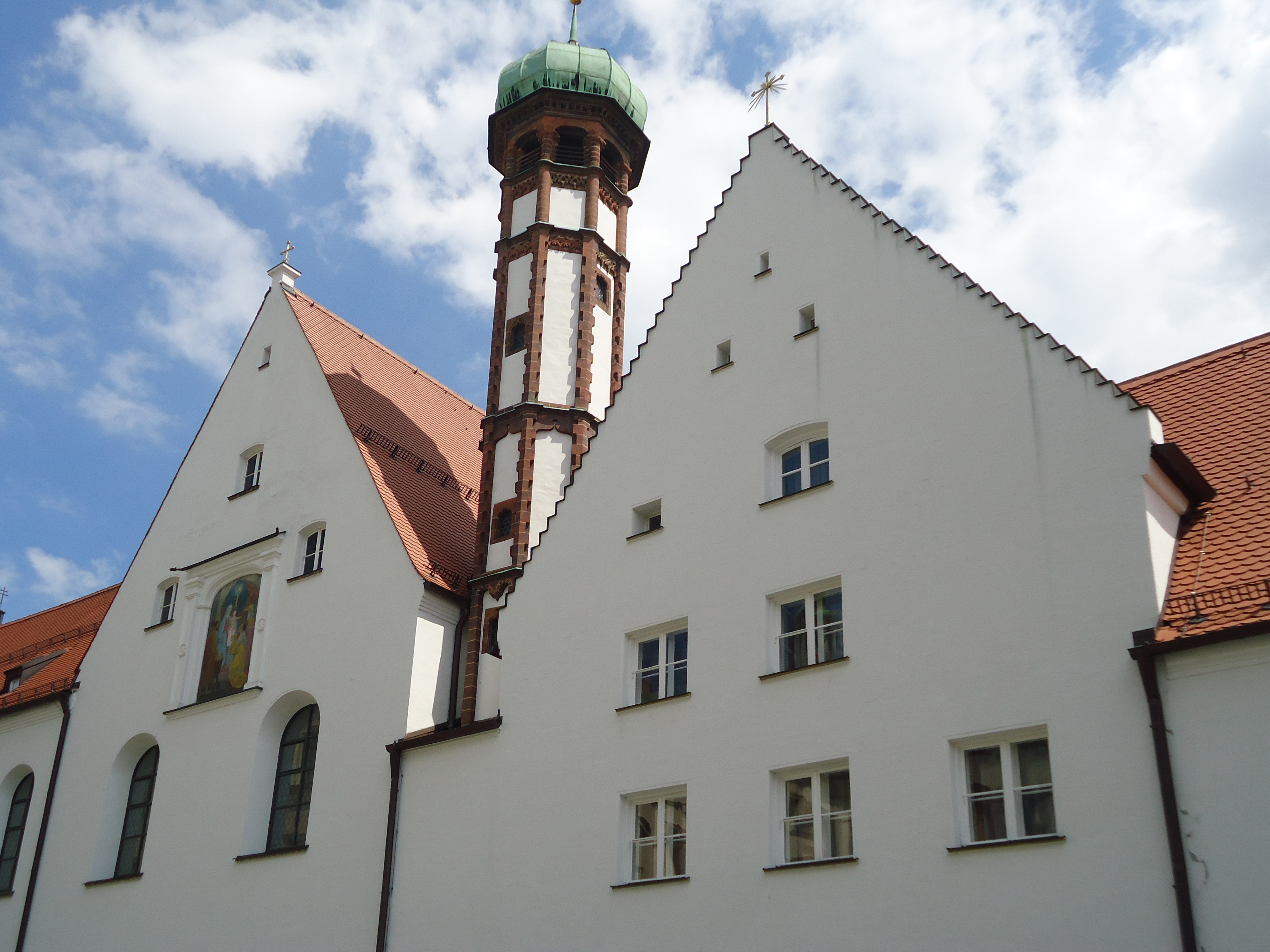
Sterngasse 5, Sterngasse 3 1/2: Franziskanerinnenkloster und -kirche Maria Stern
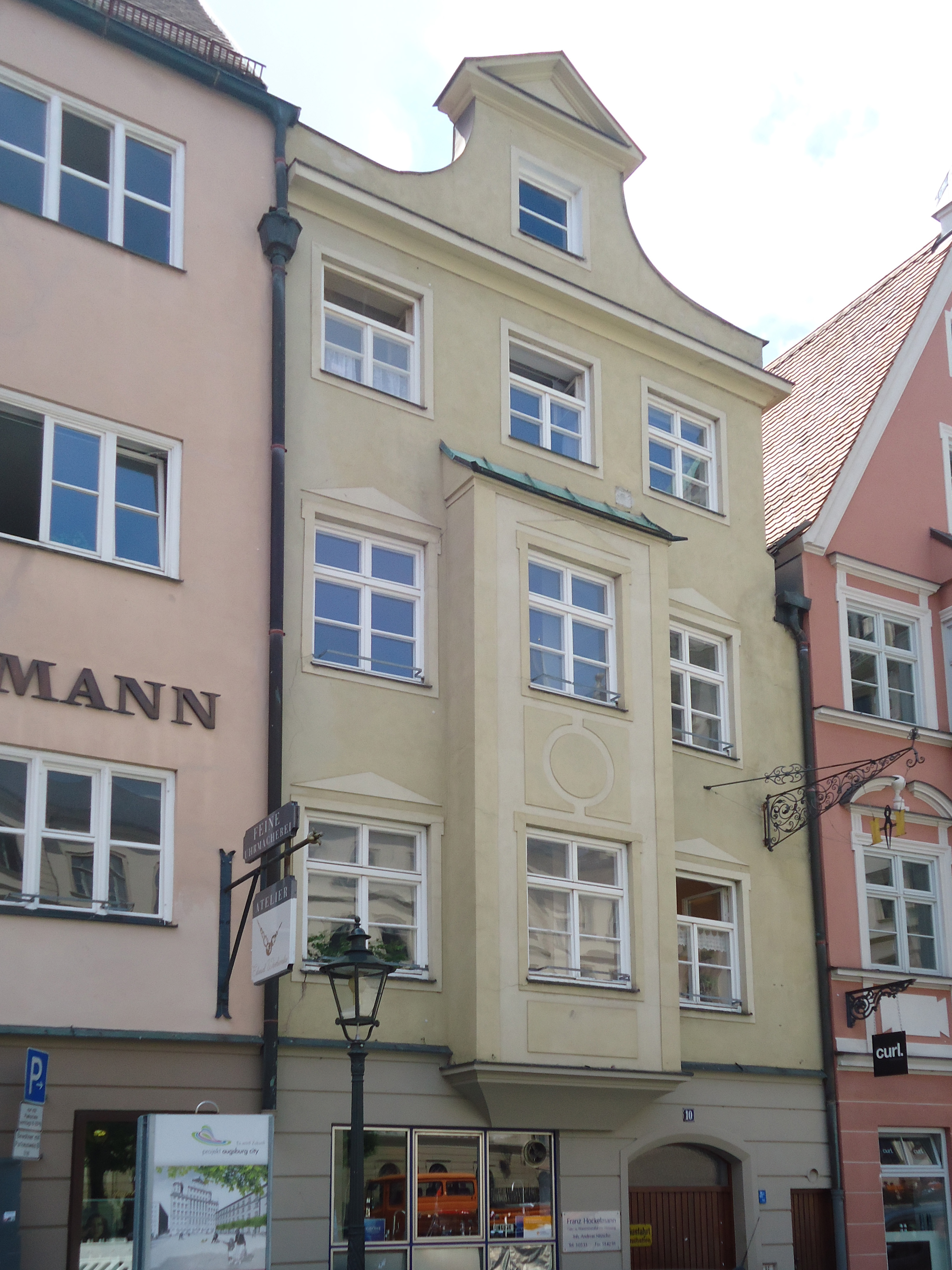
Elias-Holl-Platz 10, ehem. Handwerkerhaus
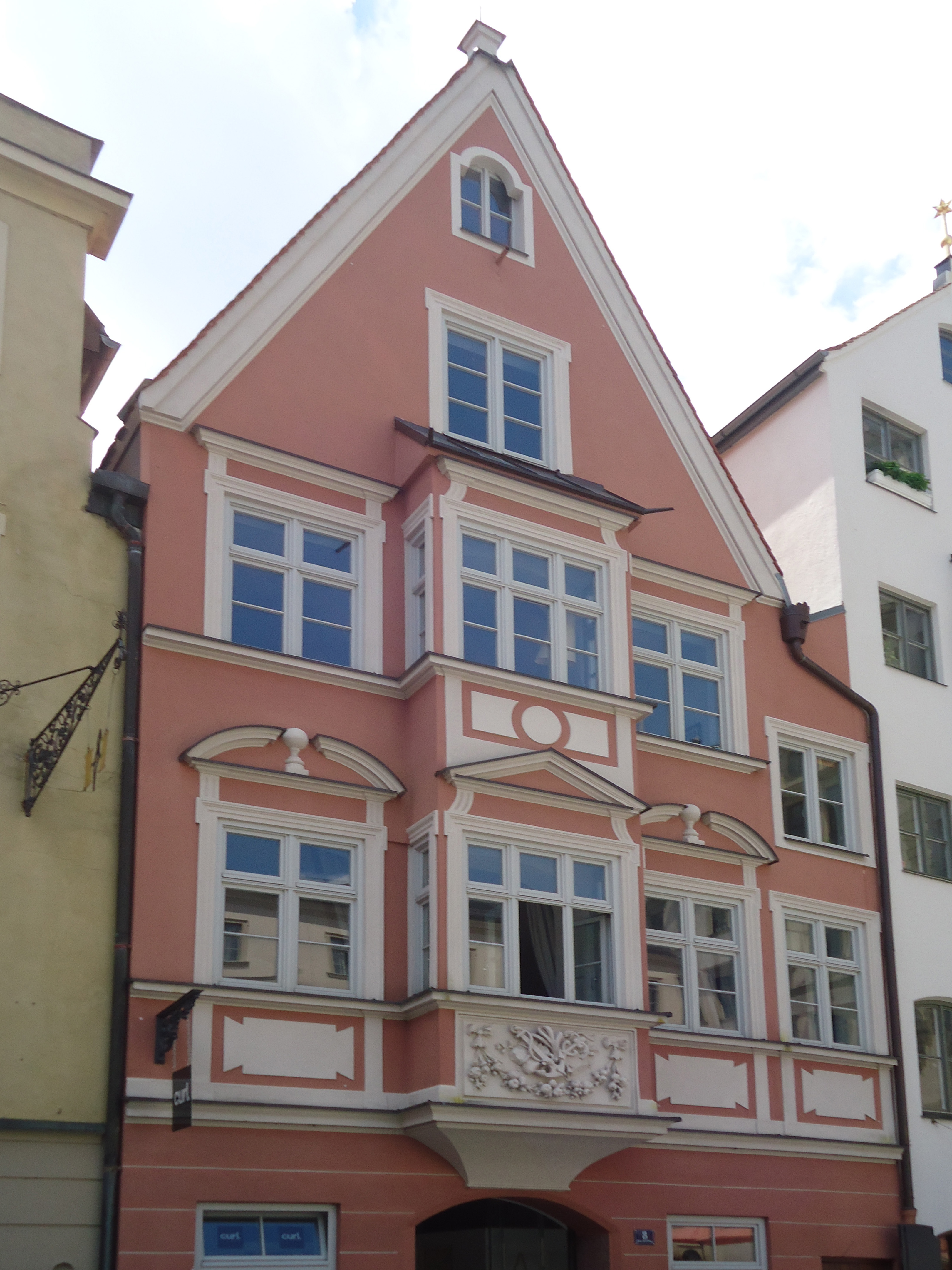
Elias-Holl-Platz 8, ehem. Handwerkerhaus
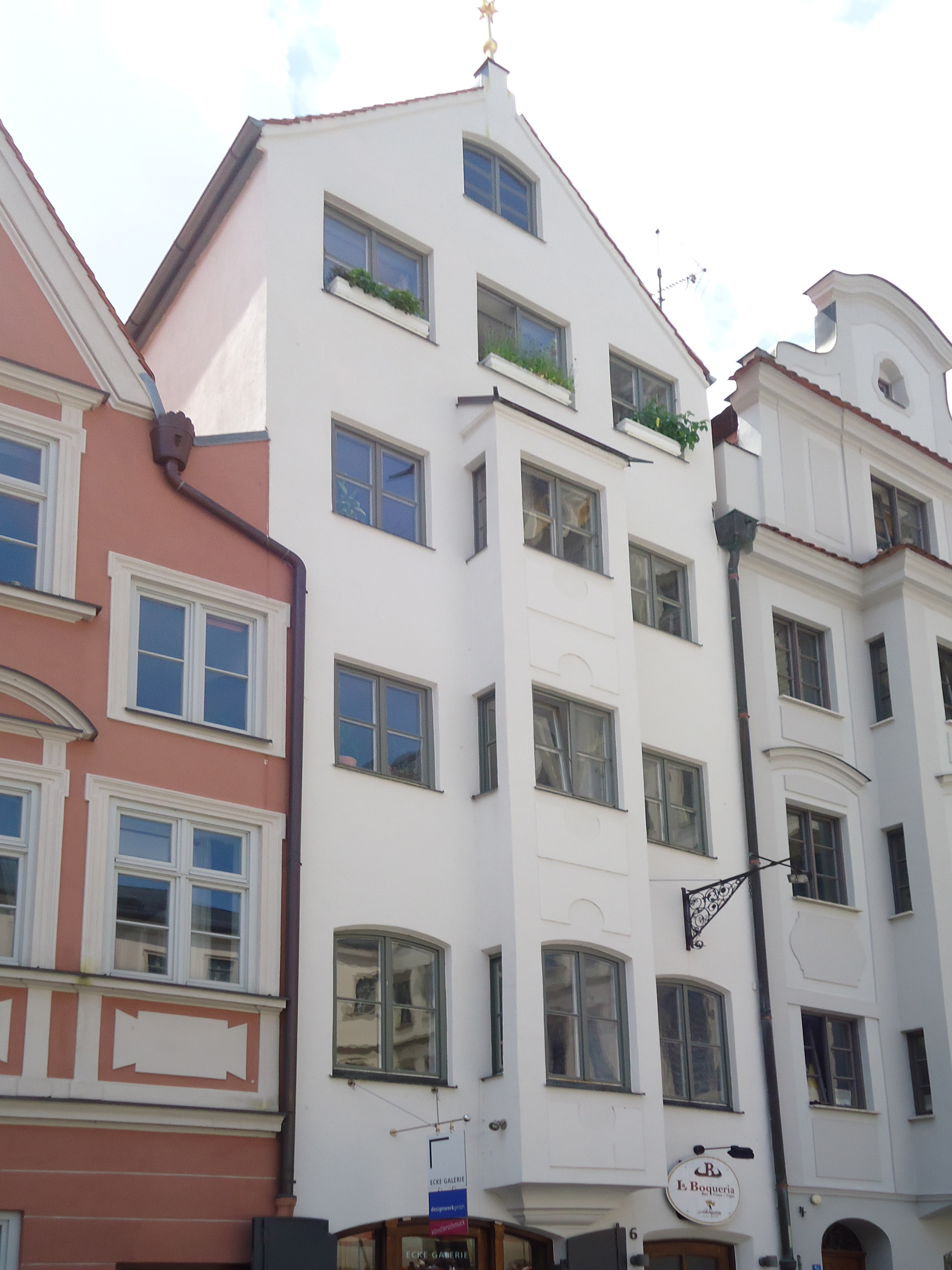
Elias-Holl-Platz 6, ehem. Handwerkerhaus
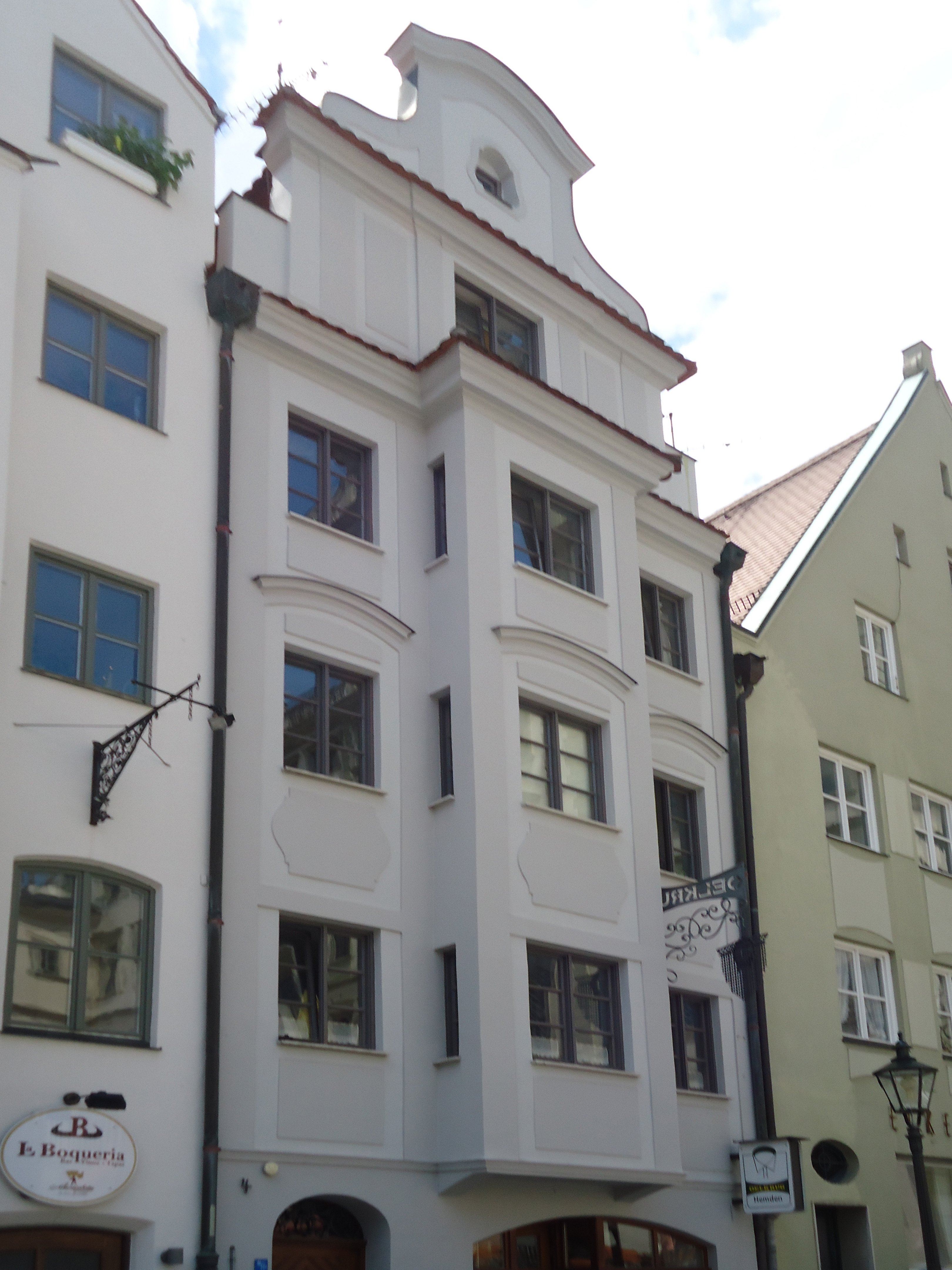
Elias-Holl-Platz 4, ehem. Handwerkerhaus
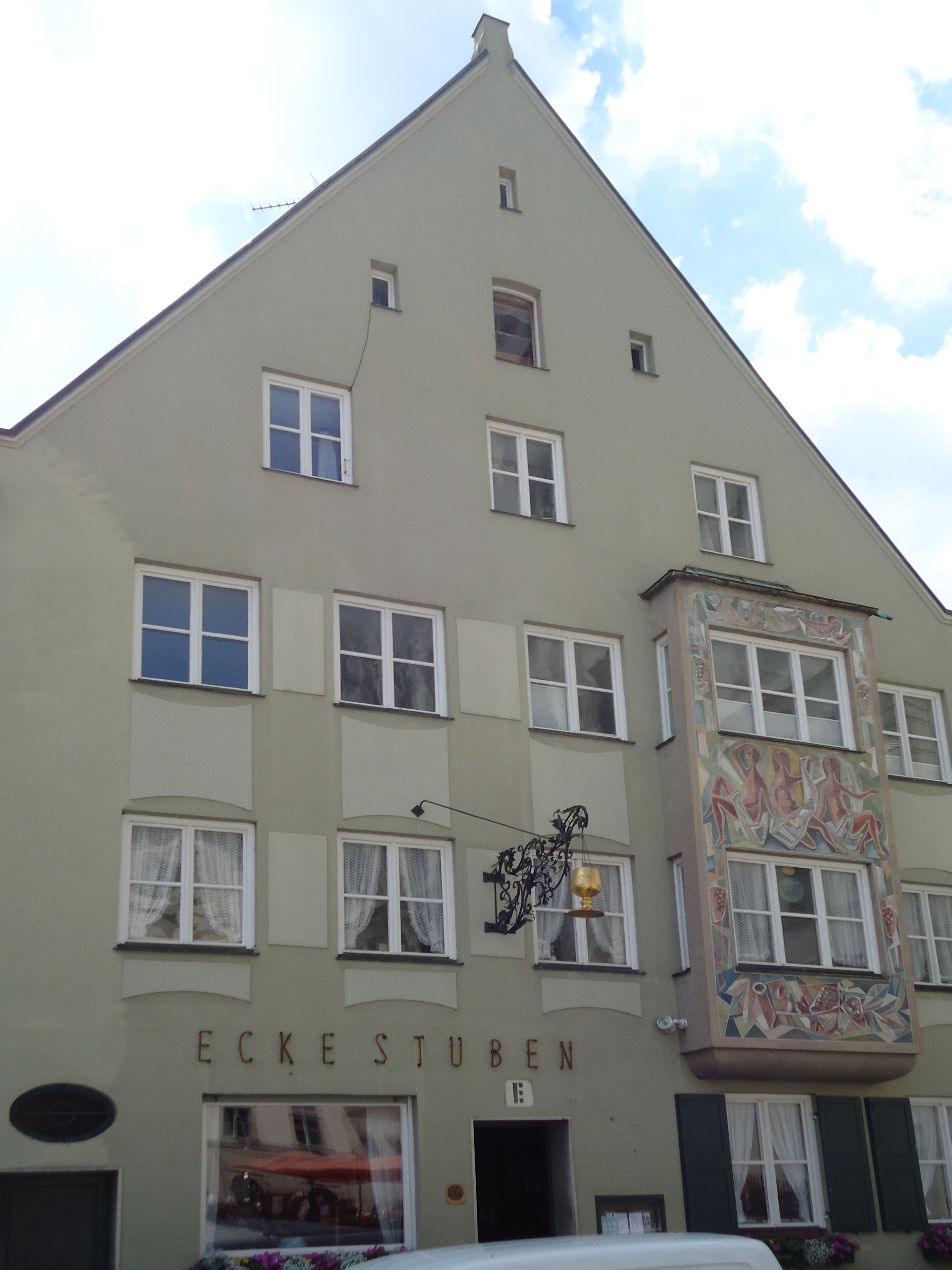
Elias-Holl-Platz 2, ehem. Handwerkerhaus
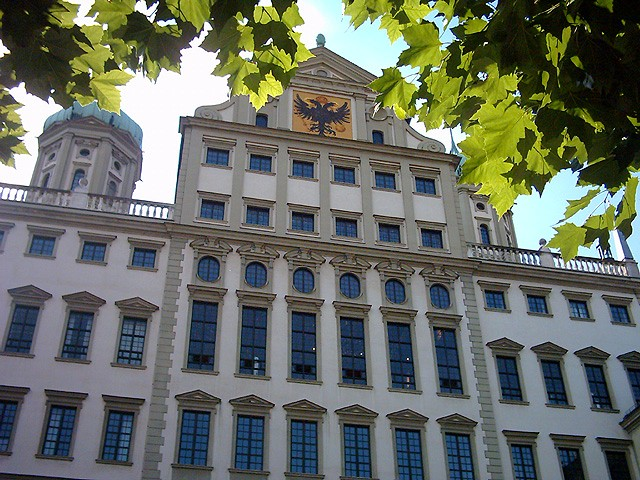
Augsburger Rathaus (Rückseite)

## Elias-Holl-Denkmal

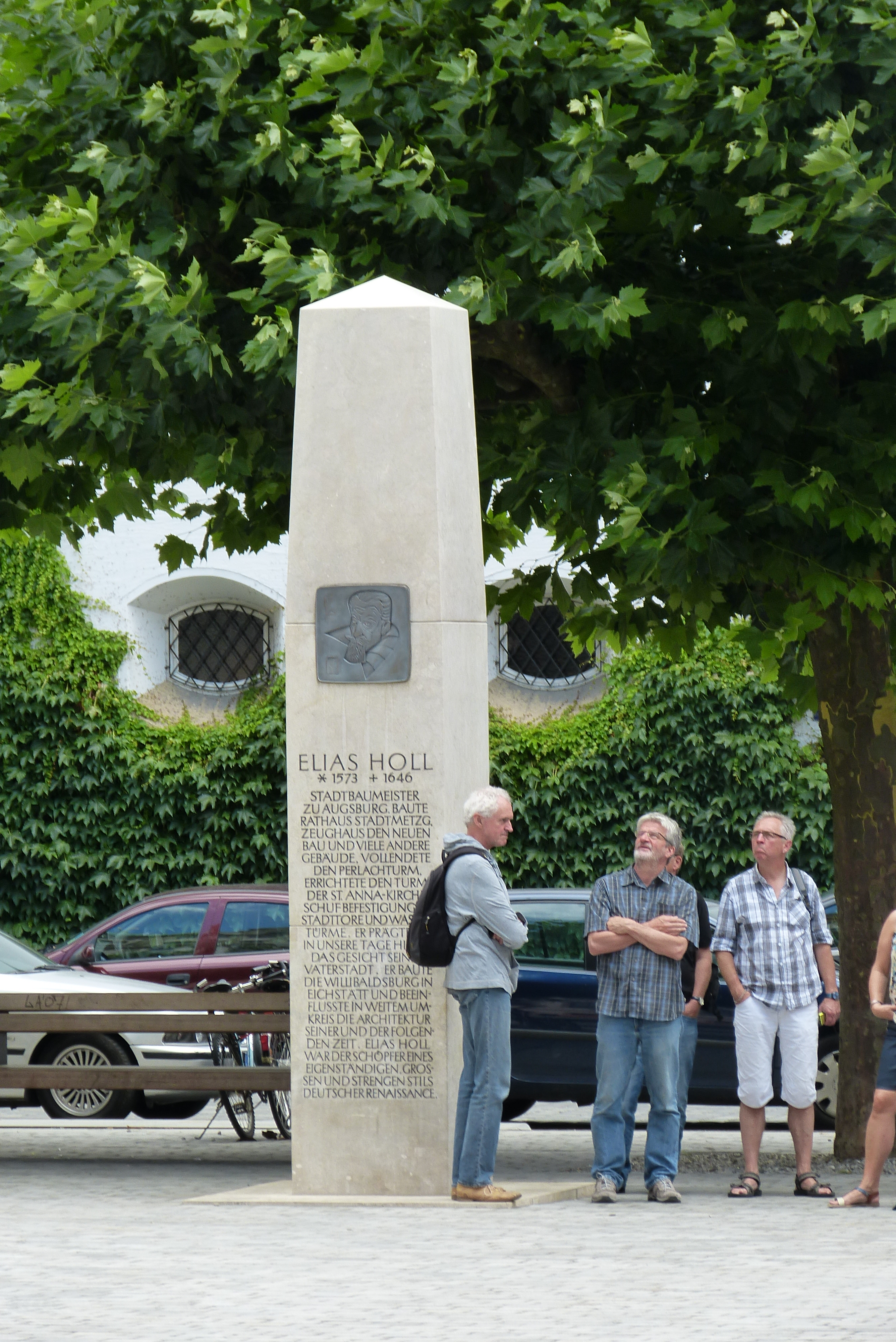
Elias-Holl-Denkmal

Im April 1968 wurde auf dem Elias-Holl-Platz das Elias-Holl-Denkmal eingeweiht. Es hat die Form eines gedrungenen Obelisken, der Elias Holls Porträt als Bronzerelief zeigt und alle wichtigen Bauwerke Holls auflistet.

## Neugestaltung 2013 bis 2014
Der Platz wurde ab 2013 im Rahmen von Projekt Augsburg City neugestaltet, „um eine große, zusammenhängende und multifunktional nutzbare Veranstaltungsfläche zu schaffen“. Die Umbauarbeiten wurden im Sommer 2014 abgeschlossen.

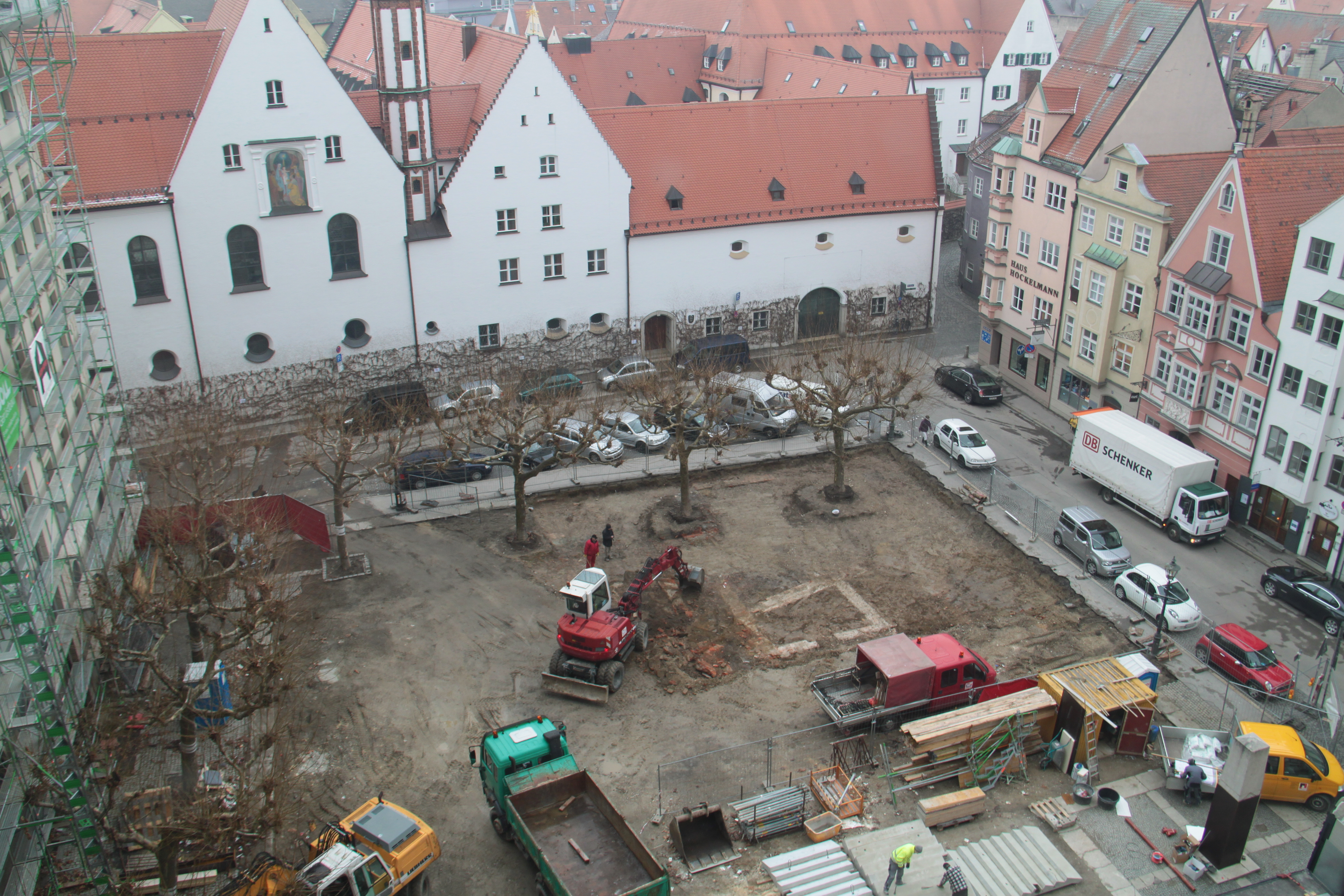
Der Elias-Holl-Platz während der Bauarbeiten 2013
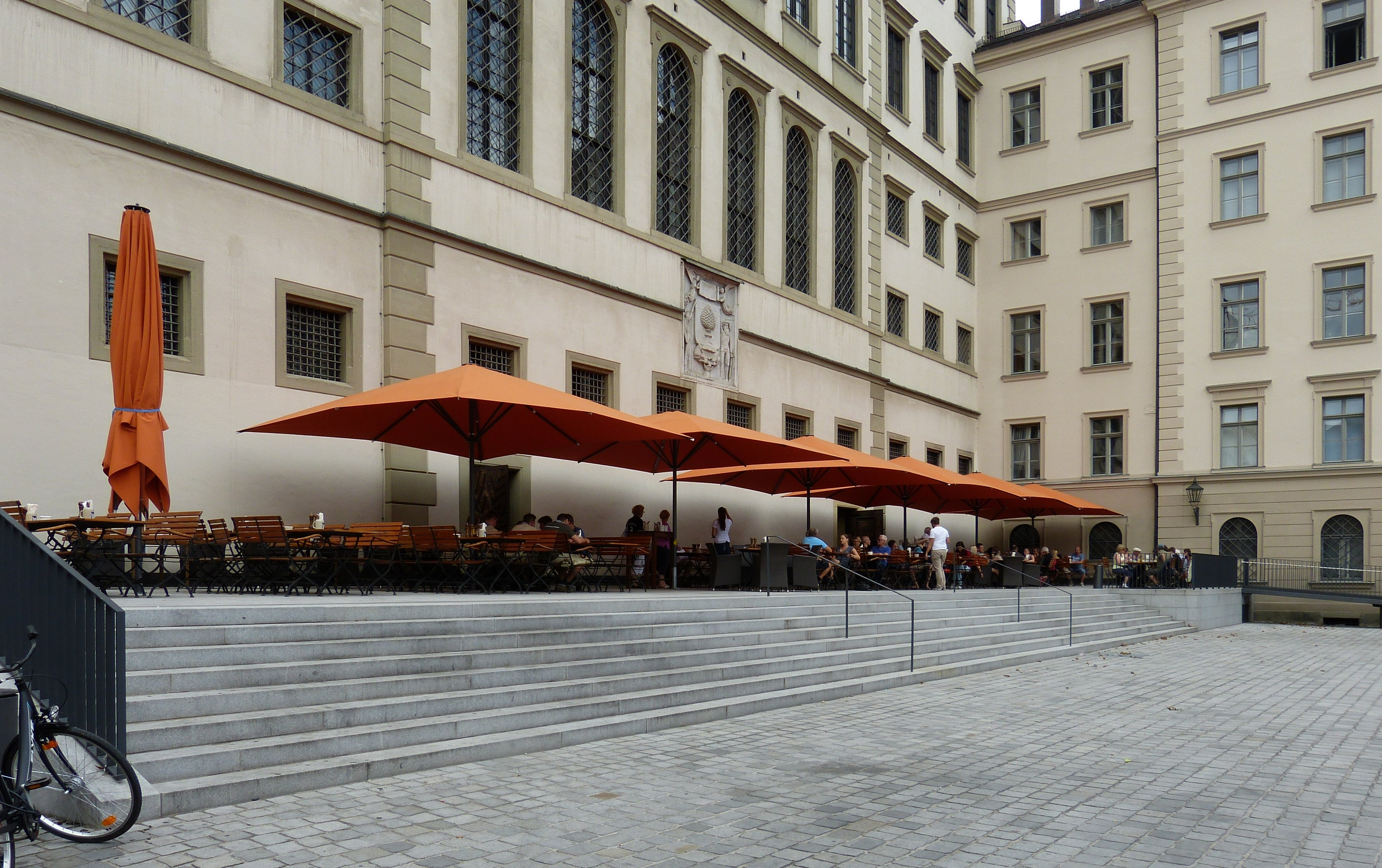
Terrasse nach der Neugestaltung

## Friedenstafel

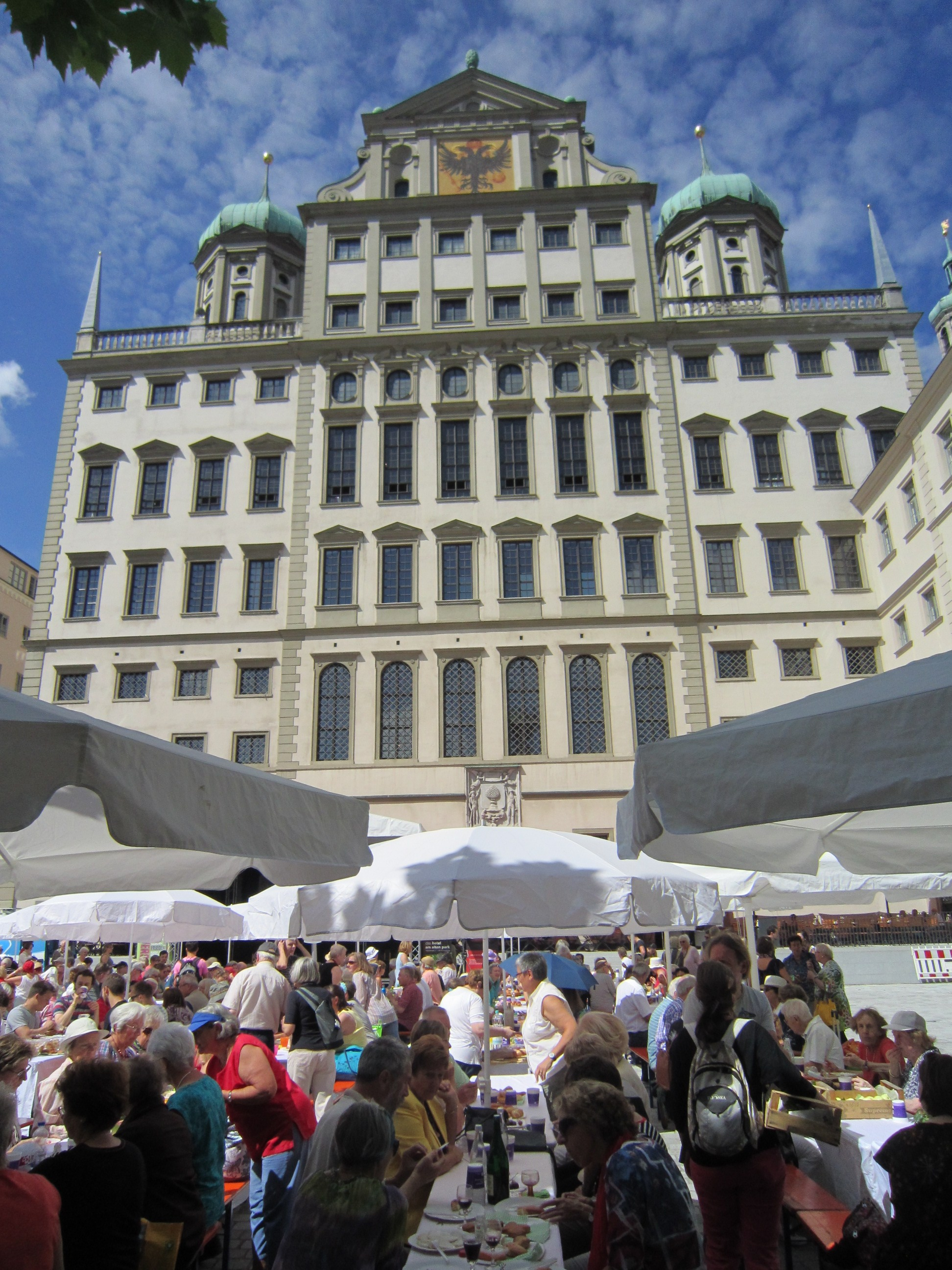
Die Friedenstafel 2014, dahinter das Rathaus

Alljährlich findet am 8. August zum Augsburger Hohen Friedensfest die „Friedenstafel“ statt. Seit dem Jahr 2014 ist der Standort der Friedenstafel der neugestaltete Elias-Holl-Platz. Bei der kostenlosen Friedenstafel, zu der alle Bürger eingeladen sind, bringen die Teilnehmer Speisen und Getränke mit und teilen diese mit ihren Tischnachbarn. Dazu werden Friedensgrüße durch die Vertreter verschiedener Religionsgemeinschaften vermittelt.